# Pagania

Pagania en el, según De administrando imperio.

Pagania (también llamada Narentina y Neretvia; idioma serbocroata: Paganija; italiano: Narentani, Narentini) fue un territorio poblado por la tribu eslava conocida como los narentinos (neretljani) en una zona del sur de Dalmacia (en la actual Croacia y Bosnia y Herzegovina), al oeste del río Neretva (Narenta). Eran conocidos por su destreza marítima y su dedicación a la piratería.
Pagania limitaba por el oeste con el reino de Croacia, y alcanzaba el río Cetina; por el este, llegaba al río Neretva, que servía de frontera con Zahumlia. Estaba compuesta por tres principados menores: Makar, Rastik (de Imotski a Ljubuški) y Dalen (único sin salida al mar). También incluía las islas dálmatas de Mljet, Korčula (Corzula), Brač y Hvar. Las principales ciudades narentinas fueron Vrulja (Gornja Brela), Mokro, Ostrog (cerca de la actual Zaostrog) y Lavćen (Gradac), pero con mucho, la más importante fue la ciudad fortificada de Omiš.

## Fuentes históricas

Mapa histórico de los principados de la costa dálmata en el. Pagania o Narentina aparece en color anaranjado.

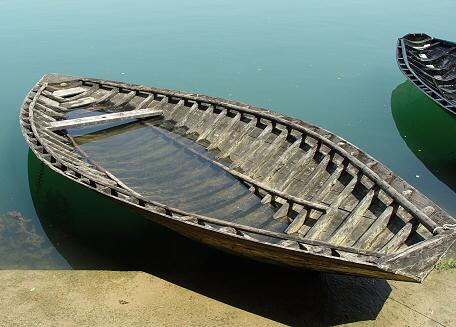
Tradicional embarcación narentina. Las tribus eslavas que se asentaron en la zona adoptaron pronto los hábitos marítimos de los pueblos romanizados que la habitaban, dando origen a su tradición marinera y su vinculación a la piratería.